# СЕС Озерна
СЕС «Озерна» — сонячна електростанція у межах Залузької сільради Яворівського району Львівській області. Побудована в 2016 році. Офіційне відкриття відбулося 28 квітня 2017 року. У будівництво електростанції інвестували понад $10 млн, залучених від латвійської інвестиційної компанії «Балтінвест Холдинг».

## Технічні характеристики
На території 14,62 га встановлено 37 500 фотоелектричних модулів JASolar. Загальна потужність встановлених сонячних панелей (фотоелектричних модулів) становить 9,9 МВт. Заплановано, що станція вироблятиме близько 11 000 000 кВт•год на рік.
Електростанція спроєктована із застосуванням стрінгових інверторів SMA та полікристалічних кремнієвих модулів. Всі інвертори об'єднані в групи, які підключені до комплектних трансформаторних підстанцій 0,4/10 кВ.